# Johann Christoph Rothe
Johann Christoph Rothe ( – 2 de junio de 1700) fue un compositor barroco alemán.
Según Ernst Ludwig Gerber, el organista de la Corte de Sondershausen en el tiempo de los hijos y nietos de Rothe, éste nació en Rosswein, Meissen, donde su padre era maestro de capilla y quién le dio su primera formación, aunque ningún maestro de capilla con el nombre de Rothe está documentado en Rosswein en dicho periodo. Inicialmente sirvió como cantante y violinista en Coburg, después en 1693 ingresó en la Corte de Sondershausen. Murió allí.
Se le recuerda por haber compuesto muchas pasiones y composiciones pascuales, pero la única obra suya que nos queda es una Pasión según San Mateo (1697), la cual es el ejemplo más antiguo que resta del oratorio pasión de Alemania Central. No está claro si Rothe estaba familiarizado con los precedentes de Johann Sebastiani (Königsberg 1672) y Johann Theile (Lübeck 1673). El libreto está tomado de la Pasión del año 1693 del compositor de Halberstadt, Christian Clajus, que ya no existe. Los hijos y los nietos de Rothe continuaron sirviendo como músicos en la Corte de Sondershausenl.

## Grabaciones
- Matthäus Pasión - Pasión según San Mateo 1697. Bernhard Klapprott, cpo, 2009.